# Eleição municipal de Ribeirão Preto em 2024
A eleição municipal de Ribeirão Preto em 2024 ocorreu em 6 de outubro (primeiro turno) e em 27 de outubro (segundo turno). Esta cidade  paulista possui 698.642 habitantes dentre os quais 477.595 são eleitores que votaram para definir o seu prefeito e os seus 22 vereadores. O prefeito titular é Duarte Nogueira, do PSDB, prefeito reeleito em 2020, e que não pode disputar um terceiro mandato consecutivo.
Ricardo Silva (PSD) foi eleito no segundo turno com 50,13% dos votos válidos, tendo Alessandro Maraca (MDB) como vice. Ele derrotou Marco Aurélio (NOVO), que obteve 49,87% dos votos, numa diferença de 687 votos. Este pleito registrou a maior taxa de abstenção do segundo turno no Brasil em 2024, com 37,64% dos eleitores ausentes.

## Antecedentes

### Eleição Municipal de 2020
Na eleição de 2020, Duarte Nogueira (PSDB) foi reeleito no segundo turno das eleições, com 63,13% dos votos válidos, e teve como vice Daniel Gobbi (PP). Duarte venceu a candidata Suely Vilela (PSB), que obteve 36,84% dos votos válidos.

### Eleições gerais de 2022
No primeiro turno das eleições presidenciais, Jair Messias Bolsonaro (PL) recebeu 180.226 votos (52,56%) e Luiz Inácio Lula da Silva (PT) 125.555 votos (36,62%) dos eleitores ribeirão-pretanos. 5,46% dos eleitores votaram branco ou nulo para presidente. Nas eleições para o governo de São Paulo, Tarcísio de Freitas (Republicanos) recebeu 150.509 votos (48,52%), enquanto Fernando Haddad (PT) recebeu 99.818 votos (32,18%) dos eleitores ribeirão-pretanos. 14,17% dos eleitores votaram branco ou nulo para o governo do estado.
No segundo turno das eleições presidenciais, Jair Messias Bolsonaro (PL) recebeu 206.363 votos (59,62%) e Luiz Inácio Lula da Silva (PT) recebeu 139.784 votos (40,38%) dos eleitores ribeirão-pretanos. 5,68% dos eleitores votaram branco ou nulo no segundo turno. Nas eleições para o governo de São Paulo, Tarcísio de Freitas (Republicanos) recebeu 195.812 votos (59,56%), enquanto Fernando Haddad (PT) recebeu 132.947 votos (40,44%) dos eleitores ribeirão-pretanos. 10,15% dos eleitores votaram branco ou nulo para o governo do estado.

### Cláusula de barreira
Assim como na eleição de 2020, está vigente a cláusula de barreira, na qual os partidos teriam de obter nas eleições para a Câmara dos Deputados de 2022, pelo menos 11 deputados federais, distribuídos em pelo menos nove unidades da Federação; ou a obtenção de, no mínimo, 2% dos votos válidos nas eleições para a Câmara dos Deputados, distribuídos em pelo menos nove unidades da Federação, com um mínimo de 1% dos votos válidos em cada um deles. Os partidos que não atingiram estes números podem ficar sem receber o financiamento do fundo partidário, além de não terem direito ao tempo de TV. Atingiram a cláusula de barreira as federações PT/PCdoB/PV, PSDB/Cidadania e PSOL/REDE, além dos partidos MDB, PDT, PL, Podemos, PP, PSB, PSD, Republicanos e União Brasil.

### Registro de candidaturas
Uma novidade nesta eleição é que haverá redução no número de candidaturas ao legislativo. Cada partido poderá registrar no total 100% (cem por cento) do número de vagas mais 1 (um), diferente das edições anteriores onde os partidos lançavam 150% do número de vagas na Câmara Municipal. 

## Calendário eleitoral
| Início        | Fim           | Atividades | Status    |
| ------------- | ------------- | --- | --------- |
| 7 de março    | 5 de abril    | Janela partidária para vereadores trocarem de partido visando concorrer às eleições sem perder o mandato. | Realizado |
| 6 de abril    | 6 de abril    | Data-limite para todas as legendas e federações partidárias obterem o registro dos estatutos no TSE e para todos os candidatos terem domicílio eleitoral na circunscrição em que desejam disputar as eleições com a filiação deferida pelo partido. | Realizado |
| 15 de maio    | 15 de maio    | Início da campanha de arrecadação prévia de recursos na modalidade de financiamento coletivo para pré-candidatos, sem realização de pedidos de voto e obedecendo a regras relativas à propaganda eleitoral na Internet.                             | Realizado |
| 20 de julho   | 5 de agosto   | Realização de convenções partidárias para deliberar sobre coligações e escolher candidatos às prefeituras e aos cargos de vereador. Os partidos têm até 15 de agosto para registrar os nomes na Justiça Eleitoral.                                  | Realizado |
| 16 de agosto  | 16 de agosto  | Início das campanhas eleitorais de forma igualitária, podendo qualquer publicidade ou manifestação com pedido explícito de voto antes da data ser considerada irregular e multada.                                                                  | Realizado |
| 30 de agosto  | 3 de outubro  | Veiculação da propaganda eleitoral gratuita no rádio e na televisão. | Realizado |
| 6 de outubro  | 6 de outubro  | Realização do primeiro turno das eleições municipais. | Realizado |
| 11 de outubro | 25 de outubro | Veiculação da propaganda eleitoral gratuita no rádio e na televisão para o segundo turno. | Realizado |
| 27 de outubro | 27 de outubro | Realização de um eventual segundo turno nas cidades com mais de 200 mil eleitores em que o candidato a prefeito mais votado não tenha atingido a metade mais um dos votos válidos.                                                                  | Realizado |

## Candidatos à prefeitura
| Nº | Prefeito(a)  | Prefeito(a)           | Prefeito(a)       | Vice-prefeito(a) | Vice-prefeito(a) | Vice-prefeito(a)       | Vice-prefeito(a)         | Coligação                                                                             | Tempo do horário eleitoral       | Ref.   |
| Nº | Candidato(a) | Candidato(a)          | Partido Federação | Candidato(a)     | Candidato(a)     | Candidato(a)           | Partido Federação        | Coligação                                                                             | Tempo do horário eleitoral       | Ref.   |
| -- | ------------ | --------------------- | ----------------- | ---------------- | ---------------- | ---------------------- | ------------------------ | ------------------------------------------------------------------------------------- | -------------------------------- | ------ |
| 13 |              | Jorge Roque           | PT FE Brasil      |                  |                  | Artemizia Torres       | PSOL Fed. PSOL REDE      | Frente Popular - FE Brasil (PT, PV e PCdoB) - Fed. PSOL REDE - UP - PCB - PMB         | 2 minutos e 10 segundos          | [ 10 ] |
| 30 |              | Marco Aurélio Martins | NOVO              |                  |                  | Antônio Carlos Freiria | NOVO                     | Sem coligação                                                                         | Sem direito ao horário eleitoral | [ 11 ] |
| 44 |              | André Trindade        | UNIÃO             |                  |                  | Alessandro Hirata      | PSDB Fed. PSDB Cidadania | Respeito por Ribeirão - UNIÃO - Fed. PSDB Cidadania - PODE                            | 3 minutos e 10 segundos          | [ 12 ] |
| 55 |              | Ricardo Silva         | PSD               |                  |                  | Alessandro Maraca      | MDB                      | Para Ribeirão Avançar - PSD - MDB - PL - Republicanos - PP - PDT - PSB - Avante - PRD | 5 minutos e 40 segundos          | [ 13 ] |

### Indeferimentos
- Ismar Menezes (Agir): A Justiça Eleitoral não aceitou o registro da candidatura por força da lei que proíbe magistrados aposentados compulsoriamente de se candidatarem a cargo público durante oito anos. O partido ainda pode indicar um substituto e o ex-candidato pode pedir recurso.[14]
- Douglas de Andrade (PCO): Anunciado como substituto de Hugo de Almeida na candidatura à prefeitura pelo partido, sua entrada no pleito foi negada pelo Ministério Público Eleitoral, em razão da ausência de quitação eleitoral. Ele não teria prestado contas quando foi candidato à vereador em Embu das Artes, em 2020.[15]
- Matheus Coelho (DC): Candidatura formada para substituir a de Ismar Menezes (Agir), teve sua candidatura registrada na urna eleitoral e seus votos contabilizados. Porém, sua candidatura está anulada sob judice. [16]

### Desistências
- Alessandro Hirata (PSDB): Em maio de 2024, o prefeito titular Duarte Nogueira havia anunciado apoio à pré-candidatura do Secretário Municipal da Casa Civil de Ribeirão Preto.[17] Entretanto, em agosto, o PSDB anunciou apoio à candidatura de André Trindade (UNIÃO) e Hirata se tornou candidato à vice na chapa.[18]
- Coronel Usai (PODE): Apesar de ter anunciado sua pré-candidatura, o Podemos decidiu apoiar a candidatura de André Trindade (UNIÃO).[19]
- Suely Vilela (PSB): Apesar de aprovada em uma convenção interna do PSB como pré-candidata, o partido posteriormente decidiu apoiar a candidatura de Ricardo Silva (PSD).[20]
- Igor Oliveira (MDB): Em outubro de 2023, o deputado federal Baleia Rossi (MDB) havia lançado o vereador como pré-candidato pelo partido.[21] Porém, em 26 de junho de 2024, Oliveira anunciou em entrevista ao Grupo Thati a retirada de sua candidatura. Oliveira decidiu concorrer novamente para vereador e o MDB decidiu pelo apoio à Ricardo Silva (PSD), indicando Alessandro Maraca para vice na chapa.[22]
- Daniel Gobbi (PP): O vice-prefeito titular havia anunciado sua pré-candidatura à prefeito. Porém, foi descartada oficialmente em junho de 2024, e o Progressistas formalizou apoio à Ricardo Silva (PSD).[23]
- Isaac Antunes (PL): O Partido Liberal lançou o pré-candidato em abril de 2024, porém, em julho, a candidatura foi cancelada em razão do apoio do partido a Ricardo Silva (PSD).[24][25]
- Hugo de Almeida (PCO): Apesar de ter anunciado sua candidatura, tendo Max Garcia (PCO) como candidato a vice, anunciou sua desistência da disputa eleitoral alegando problemas pessoais. [26]

## Pesquisas

### Intenção de voto
Na tabela estão contempladas apenas as pesquisas com registro no TSE e cujo método é a pesquisa estimulada.
| Registro no TSE | Executante       | Realização | Amostragem | Margem de erro | Candidatos    | Candidatos | Candidatos     | Candidatos       | Candidatos | Abst. / Indec. | Vantagem |        |     |     |     |    |     |    |     |     |        |
| Registro no TSE | Executante       | Realização | Amostragem | Margem de erro | Silva (PSD)   | Roque (PT) | Martins (NOVO) | Trindade (UNIÃO) | Outros     | Abst. / Indec. | Vantagem | Ref.   |     |     |     |    |     |    |     |     |        |
| --------------- | ---------------- | ---------- | ---------- | -------------- | ------------- | ---------- | -------------- | ---------------- | ---------- | -------------- | -------- | ------ | --- | --- | --- | -- | --- | -- | --- | --- | ------ |
| Registro no TSE | Executante       | Realização | Amostragem | Margem de erro | SP-08413/2024 | Quaest     | 4-5/out        | 906              | Outros     | Abst. / Indec. | Vantagem | Ref.   | ±3% | 45% | 13% | 6% | 10% | 0% | 29% | 32% | [ 27 ] |
| 28%             | 6%               | 3%         | 4%         | 0%             | SP-08413/2024 | Quaest     | 4-5/out        | 906              | 59%        | 22%            |          |        | ±3% |     |     |    |     |    |     |     | [ 27 ] |
| SP-07293/2024   | 15-17/set        | 852        | ±3%        | 54%            | 7%            | Quaest     | 5%             | 5%               | 2%         | 27%            | 47%      | [ 28 ] |     |     |     |    |     |    |     |     |        |
| SP-06854/2024   | 24-26/ago        | 852        | ±3%        | 46%            | 9%            | Quaest     | 6%             | 5%               | 1%         | 33%            | 37%      | [ 29 ] |     |     |     |    |     |    |     |     |        |
| SP-06123/2024   | Paraná Pesquisas | 5-10/jul   | 710        | ±3,8%          | 44,4%         | 1,8%       | 2,7%           | –                | 35,6%      | 16,9%          | 25,1%    | [ 30 ] |     |     |     |    |     |    |     |     |        |
| SP-01105/2024   | Vox Brasil       | 2-3/jul    | 600        | ±4%            | 58,9%         | 3,4%       | 4,2%           | –                | 12,4%      | 19,7%          | 52,7%    |        |     |     |     |    |     |    |     |     |        |

## Resultados
Prefeito
| Candidato                    | Vice                          | 1º turno 6 de outubro | 1º turno 6 de outubro | 2º turno 27 de outubro | 2º turno 27 de outubro |
| Candidato                    | Vice                          | Total                 | Percentagem           | Total                  | Percentagem            |
| ---------------------------- | ----------------------------- | --------------------- | --------------------- | ---------------------- | ---------------------- |
| Ricardo Silva (PSD)          | Alessandro Maraca (MDB)       | 128.466               | 48,44%                | 131.421                | 50,13%                 |
| Marco Aurélio Martins (NOVO) | Antônio Carlos Freiria (NOVO) | 66.136                | 24,94%                | 130.734                | 49,87%                 |
| Jorge Roque (PT)             | Artemizia Torres (PSOL)       | 40.551                | 15,29%                | Não participaram       | Não participaram       |
| André Trindade (UNIÃO)       | Alessandro Hirata (PSDB)      | 29.115                | 10,98%                | Não participaram       | Não participaram       |
| Matheus Coelho (DC)          | Milena Bressan (Agir)         | 921                   | 0,35%                 | Não participaram       | Não participaram       |
| → Total de votos válidos     | → Total de votos válidos      | 264.268               | 83,51%                | 297.836                | 88,02%                 |
| → Votos em branco            | → Votos em branco             | 19.407                | 6,11%                 | 11.466                 | 3,85%                  |
| → Votos nulos                | → Votos nulos                 | 32.972                | 10,38%                | 24.215                 | 8,13%                  |
| Abstenções                   | Abstenções                    | 52.379                | 16,49%                | 179.759                | 37,64%                 |
| Total                        | Total                         | 316.646               | 100%                  | 297.836                | 100%                   |

### Vereadores[31]
| Candidato(a)                  | Partido      | Nº    | Votação | Votação     |
| Candidato(a)                  | Partido      | Nº    | Total   | Porcentagem |
| ----------------------------- | ------------ | ----- | ------- | ----------- |
| Danilo Scochi                 | MDB          | 15654 | 12.296  | 4,45%       |
| Isaac Antunes                 | PL           | 22122 | 9.896   | 3,58%       |
| Duda Hidalgo                  | PT           | 13180 | 8.651   | 3,13%       |
| Igor Oliveira                 | MDB          | 15123 | 7.508   | 2,71%       |
| Bigodini                      | MDB          | 15333 | 5.077   | 1,84%       |
| Paulo Modas                   | PSD          | 55000 | 5.051   | 1,83%       |
| Delegado Martinez             | MDB          | 15000 | 5.002   | 1,81%       |
| Brando Veiga                  | Republicanos | 10123 | 4.720   | 1,71%       |
| André Rodini                  | NOVO         | 30000 | 4.207   | 1,52%       |
| Jean Corauci                  | PSD          | 55123 | 4.080   | 1,47%       |
| Diácono Ramos                 | UNIÃO        | 44190 | 4.010   | 1,45%       |
| Lincoln Fernandes             | PL           | 22222 | 3.856   | 1,39%       |
| Rangel Scandiuzzi             | PSD          | 55655 | 3.546   | 1,28%       |
| Maurício Gasparini            | UNIÃO        | 44544 | 3.380   | 1,22%       |
| Franco Ferro                  | PP           | 11123 | 3.369   | 1,22%       |
| Perla Müller                  | PT           | 13026 | 3.266   | 1,18%       |
| Junin Dêdê                    | PL           | 22000 | 3.248   | 1,17%       |
| Matheus Moreno                | MDB          | 15800 | 3.148   | 1,14%       |
| Daniel Gobbi                  | PP           | 11000 | 3.026   | 1,09%       |
| Maurício Vila Abranches       | PSDB         | 45555 | 2.851   | 1,03%       |
| Coletivo Popular Judeti Zilli | PT           | 13001 | 2.756   | 1,00%       |
| Daniel do Busão               | PL           | 22300 | 2.636   | 0,95%       |